# Star Trek 3 : À la recherche de Spock
Pour les articles homonymes, voir Star Trek (homonymie).
Série Star Trek
Star Trek 2 : La Colère de Khan
(1982) Star Trek 4 : Retour sur Terre
(1986)
Pour plus de détails, voir Fiche technique et Distribution.
Star Trek 3 : À la recherche de Spock (Star Trek III: The Search for Spock) est un film américain de science-fiction réalisé par Leonard Nimoy et sorti en 1984. Il est la suite directe de Star Trek 2 : La Colère de Khan.

## Synopsis
De retour sur Terre, après la terraformation de la planète Genesis, James T. Kirk apprend que l’USS Enterprise, arrimé au Spatiodock, va être retiré du service car trop vieux pour être réarmé. L'équipage, profondément marqué par la disparition de Spock, comme l'évoque le poignant éloge funèbre, sera probablement réaffecté sur d'autres astronefs.
Sarek, le père de Spock, annonce à Kirk que son fils ne se serait pas laissé mourir sans transmettre son âme, le katra, fût-ce à un humain. Grâce à la fusion mentale, le Vulcain découvre que Kirk n'est pas le dépositaire de l'esprit de son ami. En fait, c'est le Dr Leonard McCoy qui abrite l'âme de Spock, ce qui expliquerait le comportement étrange du médecin depuis leur retour de Genesis.
Kirk n'obtient pas l'autorisation de Starfleet pour sauver ses deux amis, Spock qui ne serait pas « totalement » mort et McCoy qui risque de tomber dans la folie, car la planète est considérée en zone interdite. Et c'est un sujet interdit.

« En votre absence Genesis est devenu l'objet d'une controverse intergalactique. Jusqu'à ce que le Conseil de la Fédération prenne une décision, vous avez tous la consigne la plus stricte de ne rien révéler à qui que ce soit de ce que vous savez de Genesis. Cette planète est en quarantaine pour l'instant. »

Cette prudence semble justifiée, car un commandant klingon, Kruge, se montre particulièrement intéressé par Genesis, persuadé que la technologie ayant permis de la rendre vivable peut servir d'arme.
Pendant ce temps, l'USS Grissom, le seul vaisseau autorisé par Starfleet à s'approcher du nouveau monde, repère une masse métallique. Il s'agit de la torpille à photons ayant servi de sarcophage pour Spock. Des signes de vie animale sont détectés à proximité du cylindre qui s'est posé en douceur sur la planète. David, le fils de Kirk et créateur du programme Genesis se téléporte à la surface de Genesis en compagnie de Saavik pour en découvrir la source. En plus d'un microbe ayant exagérément évolué, les deux scientifiques découvrent que le cercueil ouvert de Spock ne contient que sa tunique funéraire. Un peu plus loin, un cri attire leur attention.
Avec l'aide de ses fidèles compagnons, Uhura, Scotty, Sulu et Chekov, Kirk vole l’Enterprise pour aller chercher le corps de Spock sur la planète Genesis et le ramener avec McCoy au Mont Seleya sur Vulcain. Uhura envoie « dans le placard » son collègue contrôleur d’astrogare afin de téléporter toute la compagnie à bord de l’Enterprise et Scotty va jusqu'à saboter l’USS Excelsior qui doit prendre l'Enterprise en chasse (« Plus on risque de compliquer la plomberie, plus elle se bouche facilement, surtout si on l'aide »).
Pendant ce temps, David et Saavik découvrent que l'effet de Genesis a régénéré les cellules de Spock qui se retrouve âgé, à ce moment, entre 8 et 10 ans de « vie terrestre ». Puis, l'USS Grissom est détruit par l'oiseau de proie commandé par Kruge.
Toutes les anomalies qui se produisent sur la nouvelle planète sont dues à l'utilisation illégale de la protomatière par David. À cause de ce produit instable, la planète Genesis « vieillit par à-coups, et Spock avec elle ». Ainsi, Saavik doit aider l'adolescent à passer le pon farr, cette pénible fièvre sexuelle qui assaille, tous les sept ans, les Vulcains mâles.
Lorsque l'Entreprise arrive, trop tard, sur les lieux du drame, il est incapable de tenir tête dans un combat contre le vaisseau klingon. Kirk joue alors  de son célèbre « bluff » afin de déstabiliser Kruge. Subtilement, ce dernier joue avantageusement sa partie... D'abord en ayant capturé Saavik, Spock et David ; puis en tuant ce dernier qui se sera sacrifié à la fois pour sauver les Vulcains et « payer » pour ses erreurs reliées à l'expérience truquée de Genesis.
Kirk est acculé et saborde son astronef afin, comme le dira McCoy, de « vaincre la mort et la transformer en une chance de vivre ». En effet, après une lutte acharnée sur la planète qui se meurt, Kirk retourne la situation et fuit Genesis avec son équipage, Saavik et Spock, à bord de l'oiseau de proie de Kruge. Kruge, qui aura payé de sa vie cet entêtement à tant vouloir obtenir le secret de Genesis.
Spock revient à la vie au cours de la cérémonie du Fal-Tor-Pan. Kirk aura payé un lourd tribut pour remplir son devoir vis-à-vis de son ami : il aura perdu son fils et son astronef ; de plus, en désobéissant à sa hiérarchie, il sera devenu un déserteur de Starfleet (« Si vous faites ça, vous ne serez jamais plus aux commandes de rien ! »). Et pourtant, lorsque Sarek le lui fait remarquer, Kirk se contentera, avec toute la sagesse des héros, de lui répondre : « Si je ne l'avais pas essayé, c'est mon âme qui serait morte ».

## Fiche technique
- Titre original : Star Trek III: The Search for Spock
- Titre français : Star Trek 3 : À la recherche de Spock
- Réalisation : Leonard Nimoy
- Scénario : Harve Bennett, avec la participation non créditée de Leonard Nimoy[réf. nécessaire], d'après les personnages créés par Gene Roddenberry
- Décors : Joseph Jennings
- Costumes : Robert Fletcher
- Photo : Charles Correll
- Montage : Robert F. Shugrue
- Musique : James Horner
- Production : Robert Sallin
- Sociétés de production : Cinema Group Ventures et Paramount Pictures
- Société de distribution : Paramount Pictures
- Pays d'origine :  États-Unis
- Langues originales : anglais, klingon, russe
- Format : couleur -  35 mm - 2,35:1 - son Dolby Digital
- Genre : science-fiction
- Durée : 105 minutes
- Dates de sortie[2] :
  - États-Unis : 1er juin 1984
  - France : 13 février 1985

## Distribution
- William Shatner (VF : Sady Rebbot) : l'amiral James Tiberius Kirk
- Leonard Nimoy (VF : Michel Bardinet) : le capitaine Spock
- DeForest Kelley (VF : François Marié) : le Dr Leonard McCoy
- James Doohan (VF : Georges Aubert) : Montgomery Scott
- Walter Koenig (VF : Nicolas Brémont) : Pavel Chekov
- George Takei (VF : Tola Koukoui) : Hikaru Sulu
- Nichelle Nichols (VF : Laure Moutoussamy) : Nyota Uhura
- Robin Curtis (VF : Sylvie Feit) : le lieutenant Saavik
- Merritt Butrick (en) (VF : William Coryn) : le Dr David Marcus
- Scott McGinnis (VF : Franck Baugin) : 'Mr Adventure'
- Robert Hooks (VF : Pierre Saintons) : l'amiral Morrow
- Christopher Lloyd (VF : Roger Lumont) : le commandant Kruge
- Stephen Liska (VF : Mostéfa Stiti) : Torg
- John Larroquette : Maltz
- Phillip Richard Allen (en) (VF : Bernard Alane) : le commandant J. T. Esteban
- James B. Sikking (VF : Jacques Lalande (acteur)) : le commandant Styles
- Miguel Ferrer : le premier officier sur l'USS Excelsior (NCC-2000)
- Mark Lenard (VF : Roger Rudel) : Sarek
- Judith Anderson : la grande prêtresse T'Lar

## Production

### Développement
Après le succès critique et commercial de Star Trek 2 : La Colère de Khan (1982), les dirigeants de Paramount Pictures souhaitent rapidement mettre en chantier une suite. Réalisateur du précédent film, Nicholas Meyer ne souhaite pas rempiler car il n'a pas accepté des changements opérés sans son accord. Le poste de réalisateur est proposé à James Goldstone, qui le refuse[réf. à confirmer]. Enthousiasmé par le projet, Leonard Nimoy accepte d'endosser à nouveau son rôle de Spock à la seule condition qu'il puisse également réaliser le film. D'abord réticent, Michael Eisner, chef de la Paramount, se laisse finalement convaincre.
Harve Bennett avait été chargé d'écrire ce 3e film, dès le premier jour d'exploitation de Star Trek 2 : La Colère de Khan. Bennett et Nimoy décident d'utiliser le dernier contact entre Spock et McCoy à la fin de La Colère de Khan pour justifier la « renaissance » de Spock. L'idée du katra vulcain est suggérée par Leonard Nimoy, qui se réfère à l'épisode Le Mal du pays de la série originale. L'idée est de revenir sur Genesis afin que Kirk retrouve sa noblesse d'âme. Bennett n'aimait pas l'idée qu'il fallait avoir vu le film précédant pour comprendre ce film, mais se résolut à mettre la fin de La Colère de Khan au début du film ainsi qu'un paragraphe introductif dans lequel Kirk décrit dans son carnet de bord le sentiment de perte qu'il éprouve à la suite de la mort de Spock. Afin d'empêcher que l'histoire soit trouvée trop prévisible, Bennett rajoute une intrigue dans laquelle l'USS Enterprise est détruit et fait en sorte que cet élément clé soit rendu secret.
Leonard Nimoy avait beaucoup d'ambition pour le film, souhaitant que celui-ci aborde des thèmes comme la vie et la mort ainsi que la place de chacun dans l'univers. Ainsi il souhaite que chaque personnage, même minuscule ait un rôle qui ai un impact réel sur l'histoire. Harve Bennett commence a écrire le script à partir de la fin, lorsque Spock se souvient du prénom de Kirk et a écrit récursivement le script à partir de là. Le fait que Kruge détruise le Grissom avec son amante à l'intérieur fut ajouté afin de caractériser le personnage.
À l'origine, les Romuliens devaient être les antagonistes, mais Leonard Nimoy et la Paramount préfèrent les Klingons. De plus, la recherche de Genesis par les Klingons est mise en parallèle avec la recherche à l'armement nucléaire effectuée par l'URSS à cette époque. Harve Bennett prit cette opportunité de caractériser un peu mieux cette race d'extra-terrestre que la série avait laissée mal définie, même si le vaisseau et sa faculté d'être invisible est en réalité une technologie des romuliens, vues dans l'épisode Le Traître. À l'origine, il devait être fait mention du vol du vaisseau à la flotte romulienne par Kruge, mais cette idée fut supprimée.
Le script est finalisé en 6 semaines. Le budget de production est alors estimé à 16 millions de dollars, supérieur à celui du 2e film mais bien loin des 35 000 000 $ du premier film. Comme les costumes et une partie des décors avaient déjà été construits pour le précédent film, le budget supplémentaire fut surtout injecté dans les effets spéciaux.

### Attribution des rôles
William Shatner était au départ assez gêné à l'idée d'être dirigé par Leonard Nimoy, mais a fini par apprécier le fait d'avoir pour réalisateur une personne qu'il connaissait. Celui-ci subit un régime peu de temps avant le tournage afin de reprendre le rôle de James T. Kirk.
Bien que le personnage de Spock n'apparaisse que sur la fin, Leonard Nimoy éprouva des difficultés pour tourner tout en réalisant. La scène la plus compliquée à tourner étant celle où le Dr McCoy parle à Spock alors que celui-ci est inconscient, car il ne pouvait pas juger de la qualité de la réalisation. En tout, sept personnes joueront le personnage de Spock : en dehors de Nimoy on trouve les acteurs enfants devant le jouer à l'âge de 9 ans (Carl Steven), 13 ans (Vadia Potenza), 17 ans (Stephen Manley), et 25 ans (Joe W. Davis) ainsi qu'une doublure (Steve Blalock) et l'acteur Frank Welker qui double son cri.
DeForest Kelley dut jouer un Leonard McCoy différent, dont le corps est possédé en partie par l'esprit de Spock. Le reste du casting de la série revient, James Doohan dans le rôle de Montgomery Scott, George Takei dans celui d'Hikaru Sulu, Walter Koenig dans celui de Pavel Chekov et Nichelle Nichols en tant que Uhura. C'est l'actrice qui avait suggéré une scène où elle ne portait pas son uniforme traditionnel d’officière de la communication. Grace Lee Whitney qui jouait le rôle de Janice Rand dans la série originale fait une brève apparition dans la scène de bar du film.
Judith Anderson accepte, à 87 ans, de jouer le rôle of T'Lar—a, la prêtresse qui restaure le katra de Spock sur insistance de son neveu,. Nimoy souhaitait quelqu'un qui inspire le "pouvoir et la magie" ainsi qu'un côté éthéré. Kirstie Alley, qui incarnait Saavik dans La colère de Khan (1982), n'a pas voulu reprendre le rôle, par peur d'être cataloguée dans les rôles de science-fiction. Leonard Nimoy rencontre alors Robin Curtis, qui venait d'arriver à la Paramount et était amie avec le directeur de casting, et l'engage dès le lendemain[réf. à confirmer].
Edward James Olmos était le choix original de Leonard Nimoy pour le rôle de Kruge. Cependant, Harve Bennett lui préfère Christopher Lloyd[réf. à confirmer]. Toutefois, Nimoy admirait son travail sur Vol au-dessus d'un nid de coucou et la série Taxi et était impressionné par sa capacité à jouer des méchants. Leonard Nimoy trouvait que celui-ci apportait un côté théâtral au rôle. Mark Lenard revient dans le rôle de Sarek le père de Spock, rôle qu'il avait déjà incarné dans l'épisode Un tour à Babel ainsi que dans la série animée. Merritt Butrick retrouve le rôle de David Marcus qu'il avait tenu dans le film précédent.

### Préproduction
Pour les effets spéciaux, Nimoy et Bennett se tournent vers Industrial Light & Magic, la société d'effet spéciaux connue pour les effets de La Guerre des étoiles[Lequel ?] et ayant fait les effets du film précédent pour produire les effets spéciaux, les maquettes et les accessoires. À l'époque de La Colère de Khan, la société avait été mise en contact alors que le film était déjà storyboardé : il s'agissait ici de collaborer avec eux le plus tôt possible. En novembre 1982, la société reçoit un traitement de deux pages expliquant les grandes lignes du script et titré Return to Genesis (Retour sur Genesis). Ils recevront une version temporaire du script au début de l'année 1983.
Il apparut assez vite évident aux équipes d'ILM que ce troisième film allait demander plus de maquettes que La Colère de Khan. Ainsi, le vaisseau marchand détruit par Kruge au début du film fut partiellement construit afin de n'en voir que certaines parties, le reste allant être détruit au cours du film. L'USS Grissom fut nommé ainsi en hommage à l'astronaute Virgil Grissom[réf. à confirmer] et sa maquette sera réutilisée plusieurs fois pour mettre en scène d'autres vaisseaux lors de la série télévisée Star Trek : La Nouvelle Génération.
Le design de l'Excelsior fut créé afin de symboliser une nouvelle forme de modernité pour la Fédération, pour que l'Enterprise semble démodé en comparaison. L'idée fut de se demander à quoi ressemblerait l'Enterprise si son design avait été fait par une société moderne japonaise. Bien que dans le film l'Excelsior est censé être plus grand que l'Enterprise, la maquette était plus petite de 30 cm.
La maquette figurant les docks spatiaux de la Terre devait être à l'origine plus petite, mais elle fut élargie sur une taille de 1,8 mètre de long afin de montrer toute l'étendue de la fédération. Des trous furent faits à l'intérieur de la surface de Plexiglas pour simuler les milliers de lumière qu'un éclairage en néon illuminait par-dessous. L'intérieur du dock fut simulé par une maquette additionnelle de 6 mètres de long avec une section amovible en son centre.
Les directeurs artistiques Nilo Rodis et Dave Carson créèrent le design du vaisseau Klingon Oiseau de Proie. Nimoy voulait que le vaisseau ressemble réellement à un oiseau de proie, avec la possibilité que les ailes changent de position selon qu'il soit dans une posture d'attaque ou de voyage. Le créateur des effets spéciaux, William George s'inspira des bodybuilders et des joueurs de football afin d'injecter au vaisseau des sortes de muscles qui sous-tendent les ailes. Même si la mention de l'appartenance du vaisseau à la flotte Romulienne fut supprimée du script, le vaisseau incorporait des éléments de designs romuliens.
Ken Ralson suggéra qu'ajouter un animal de compagnie à Kruge rajouterait une atmosphère, et c'est ainsi que fut créée une marionnette d'animal mi-reptile/mi-chien que la compagnie d'effets spéciaux surnomma "Fifi Rebozo". L'animal fut confectionné à partir d'une marionnette à gaine manipulée par Ken Ralston et dont les mains étaient cachées par le siège de Kruge. Trois opérateurs manipulaient les yeux de la créature. Les cheveux de l'animal furent créés à partir d'une vieille perruque, de l'adhésif et des touffes de poils furent parsemées sur la marionnette afin d'ajouter un côté miteux. Durant le tournage, la créature était couramment aspergée d'eau afin d'augmenter son aspect déplaisant. Une seconde version de la marionnette fut créée afin de simuler son cadavre.
Pour économiser de l'argent une partie des décors sont recyclés. Ainsi, le pont de l'Enterprise fut reconfiguré afin d'en faire celui du Grissom, seules les chaises furent remplacées et la console de navigation centrale fut décalée. Les décors de l'infirmerie de l'Enterprise furent redécorés afin de les transformer en bar terrien et en infirmerie du vaisseau Klingon. Le pont du vaisseau Klingon venait d'une autre production. Une partie des ordinateurs de bords furent loués à une compagnie informatique plutôt que d'être achetés. Le décor de L'Enterprise resta inchangé par rapport aux films précédents, seul le sol noir fut repeint en gris afin de mieux refléter la lumière. Seuls les quartiers de Spock furent changés afin de le rendre plus Vulcain en y ajoutant des teintes jaunes et oranges.
Contrairement au film La Colère de Khan qui réutilisait des éléments de Star Trek, le film, ici le budget permis de créer de nouveaux accessoires. Ainsi une nouvelle version des communicateurs et des phasers furent créés pour le film.

### Maquillage et costumes
Robert Fletcher le costumier chargé des films Star Trek précédents fut à nouveau responsable sur les costumes de A la recherche de Spock. Si la plupart des uniformes de Starfleet furent repris tel quels de La Colère de Khan Fletcher du créer les costumes civils ainsi que ceux des Vulcains. Les ornements sur la robe de Sarek furent ajoutés afin de montrer que celui-ci possède un niveau de conscience élevé.
Les costumes des Klingons créés pour Star Trek, le film qui s'inspiraient du japon féodal furent repris tels quels, à l'exception de 12 costumes qui avaient été abîmés après avoir été portés sur des campagnes publicitaires. Six costumes avaient été loués pour un épisode de Mork and Mindy où ils avaient été abîmés et durent être réparés. Le costume de Kruge fut créé sur mesure pour l'acteur.
Parmi les accessoires, le film introduit la dague klingonne D'k tahg qui deviendra iconique avec la série Star Trek : The Next Generation
En plus des costumes, Fletcher s'occupa du maquillage des Klingons et des Vulcains. Ils opérèrent une réduction des prothèses de front des Klingons qui sur Star Trek, le film étaient bien trop proéminent et masquaient le visage des acteurs. Jugé trop cartoon et voulant se distinguer de Star Wars, les ancienne prothèses furent remplacées par des plus discrètes, qui demandaient toutefois deux heures de maquillages pour être appliquées.

### Tournage
Durant la production de La Colère de Khan, la nouvelle de la mort de Spock avait fuité conduisant à une campagne de courrier enragée de la part des fans de la série. Afin d'éviter que cela se produise à nouveau, la Paramount décida de sécuriser le tournage. Ainsi les techniciens n'avaient droit à lire que les pages de script qui correspondaient à ce qu'ils devaient fabriquer.
Toute mention de la production du film fut supprimée des documents et le projet avait juste pour titre de travail "Trois" en français dans le texte. Un système de protection avec des portes fermées à clé fut installé autour du film et les scripts furent produits de façon unitaire afin que toute fuite puisse être retracée. Le nom de Nimoy n'apparaissait même pas dans les listings de la production et toute mention de Spock était indiquée sous le nom de "Nacluv" (Vulcan à l'envers). Malgré toutes ces précautions, l'information selon laquelle l'Enterprise allait exploser dans ce film fuita avant la sortie du film, probablement par Gene Roddenberry, le créateur de la série originelle, qui désapprouvait ce choix, estimant qu'il s'agissait d'une trahison de l'esprit de la série. La destruction du vaisseau apparut dans une campagne publicitaire pour le film, malgré la volonté de Bennett de laisser cet aspect du scénario secret.
Le tournage débute le 15 août 1983 dans les locaux de la Paramount Studios,. Le film est l'un des premiers à être filmé avec des pellicules Eastman Kodak 5294, une pellicule captant mieux la lumière et permettant un temps d'exposition plus large. Le film étant filmé avec des lentilles anamorphiques, afin de maintenir une profondeur de champ correcte, une partie des scènes filmées sur le pont des vaisseaux eurent un rendu assez sombre. À l'intérieur de l'Oiseau de Proie, des lumières fluorescentes sont ajoutées pour faire ressortir le côté métallique du lieu ainsi que de la fumée pour donner une impression de saleté.
Durant la scène où McCoy entre dans le bar, on peut voir deux officiers en train de jouer à un jeu vidéo dans lequel se trouve un biplan en polygones. Créé par Charlie Mullen, celui-ci explique que « l'idée que des gens du futur jouent à un jeu de guerre ancien était en réalité une blague ». Pour éclairer le bar des néons fluorescents furent posés sous les tables, afin d'augmenter l'impression d'intimité propre aux bars.
Beaucoup des dialogues du film sont filmés en gros plans, notamment durant la fusion entre Kirk et Sarek, Nimoy trouvant que voir les yeux ou la bouche des personnages permettait d'accentuer les dialogues. À l'origine, Charles Correll voulait que les scènes se situant sur Genesis soient filmées sur l'ile de Kauai près de Hawaï et les scènes sur Vulcain dans le parc de Red Rock Canyon. Par manque de budget, la production décida finalement de tourner ces scènes en studio.
La planète Genesis fut construite dans un mélange de décors et de matte painting. La totalité du décor occupait le studio 15 de la Paramount, surnommé le studio DeMille, étant donné que c'est dans ce studio de 91 × 30 mètres qu'à été tournée la scène de la traversée de la Mer Rouge du film Les Dix Commandements. L'impression de profondeur a été rendue par un système de matte painting créé par les artistes Chris Evans, Frank Ordaz, et Michael Pangrazio. Afin de donner l'impression que des parties du sol s'effondrent lors de la destruction de la planète, celui-ci fut construit 5 mètres au-dessus du sol, en incluant un système de trappes et de pyrotechnies. Afin de rendre l'ambiance plus extraterrestre, l'éclairage fut recouvert par de la soie et des filtres bleus furent ajoutés pour les scènes de nuit. L'éclairage change petit à petit au fil des changements de la planète, celui-ci devenant plus violent lorsque celle-ci est au bord de la destruction.
Sur Genesis, les vers qui évoluent de microbes à créatures géantes furent créés en plusieurs fois. Les petits vers sont créés en injectant du vinyle fondu dans des boules de polymères époxyde que l'on a plongées dans de l'eau afin de leur donner une apparence translucide. Chaque ver est attaché à un fil de pêche tiré depuis une plateforme surélevée. La scène demanda de nombreuses prises, les fils étaient parfois rendus visibles par les reflets des projecteurs. Les versions plus grandes des vers posèrent plus de problèmes. Semblables aux parasites du film La Colère de Khan ceux-ci prenaient la forme de serpents pourvus de dents. La plupart d'entre eux étaient créés à partir de chambres à air et un seul, plus articulé que les autres, était animé à partir d'un trou dans le sol. Lorsque celui-ci attaque Kruge, l'effet est rendu par un mélange de fils de pêche et de techniciens hors champ.
Lors de la destruction de Genesis, des rochers et des troncs étaient catapultés et un système de pyrotechnie fut installé, demandant une installation méticuleuse. Les scènes sont tournées par un ensemble de neuf caméras afin de capter le maximum de prises viables. La séquence prit trois semaines à être tournée.
La seule scène tournée hors des studios est celle se situant dans les escaliers sur Vulcain : elle a lieu à  l'Occidental College de Los Angeles. Afin de créer une atmosphère orange, Correll utilise un projecteur orangé de 4 mètres de long. Le ciel est remplacé par un matte painting placé dans le haut des escaliers. À l'origine une procession vulcaine devait s'y dérouler, mais elle fut supprimée car jugée trop longue.
La production du film est temporairement ajournée à la suite d'un feu dans un studio adjacent à celui du tournage. Les effets pyrotechniques du film furent suspectés d'avoir provoqué le feu avant que cette hypothèse ne soit écartée. William Shatner fait partie des membres de l'équipe qui aidèrent à manier les lances à incendie afin d'empêcher la propagation du feu. Les décors ne subirent aucun dommage irréversibles. Le tournage est bouclé le 20 octobre 1983.

### Effets spéciaux
Comme pour les précédents films de la licence, la majorité du budget et du temps de production est consacrée aux effets spéciaux. ILM fournira plus de 128 plans au film. ILM filme des plans de maquettes des vaisseaux en utilisant la technique du motion control consistant à assister les mouvements de caméra par ordinateur et à recommencer le procédé. Ainsi, l'Excelsior est filmé 8 fois afin de lui donner un côté plus classieux.
Le système d'invisibilité de l'Oiseau de Proie demande un nouveau procédé consistant à filmer plusieurs fois la même maquette lors de niveaux d'assemblage différent. L'effet était trop visible, ce qui fonctionnait mal avec l'idée d'un vaisseau émergeant de l'ombre. Finalement, un effet consistant à faire réapparaître chaque spectre de couleurs petit à petit est appliqué sur la vidéo de la maquette, un effet plus facile à faire et dont le rendu était meilleur que l'effet prévu à l'origine. La destruction du vaisseau marchand est créée en appliquant une projection d'explosion et reflété en même temps que le mouvement de caméra, une technique perfectionnée par ILM durant le film Le Retour du Jedi[pas clair].
Les effets les plus laborieux à recréer sont ceux à l'intérieur des docks spatiaux qui mettront des mois à être créés afin de donner l'impression que son intérieur soit vaste. Afin d'en donner un aspect relativement délabré, l'équipe de tournage met un filtre bleu sur l'éclairage à l'intérieur duquel ils passent de la fumée. De plus, la lumière à l'intérieur de la maquette la faisait chauffer et des ventilateurs sont installés afin que celle-ci ne fonde pas. À cause de la différence de taille entre les maquettes, l'Excelsior et l'Enterprise sont filmés dans des prises différentes pour être réintégrés. Ces plans sont réintégrés de sorte à être observables depuis la fenêtre se trouvant dans la cafétéria qui, elle, est tournée sur fond bleu,.
La scène d'explosion de l'Enterprise avait ravi Ken Ralston qui considérait le vaisseau moche et difficile à filmer. Plusieurs prises de modèles réduits reproduisant plusieurs parties du vaisseau sont combinées sur un traveling de la maquette originelle afin de ne pas la détruire. Les explosions sont filmées depuis le haut afin de simuler l'absence de gravité. Le plan où les numéros d'immatriculation du vaisseau sont rongés par l'explosion interne est créé en filmant au ralenti la dissolution d'une reproduction en polystyrène Styrofoam avec de l'acétone. Une autre explosion est créée en faisant exploser un plat en plastique recouvert de talc. Pour les scènes d'explosions en intérieur, des bombes et de la gazoline sont utilisées pour détruire une reproduction du décor, tandis que des cascadeurs furent engagés pour s'élancer en l'air[pas clair].
La scène montrant la simulation par ordinateur de la création de la planète Genesis est reprise telle quelle du film La Colère de Khan. Pour sa destruction, ILM construit des plans miniatures de forêt ou de parties de la planète (glissements de terrain, fissures s'ouvrant dans le sol) afin de servir de plans de coupes. L'une des plus grandes maquettes mesure 6,1 × 4 mètres et contient de fausses armes, des trappes, des jets de feu générés par du propane et des chutes de pierres générées par un solénoïde caché. Pour créer la scène où Kirk et Kruge se battent sur un précipice rempli de lave, le plan superposait un plan de lave, du coton filmé sur fond noir, des éclairs et un mate painting. Les plans d'émissions de laves sont créés en filmant des plaques de plexiglas, des vermiculites et du charbon avec du gel coloré et en couvrant la plaque. La chute de Kruge à l'intérieur de la lave fut filmée en combinant un plan où Christopher Lloyd chute sur un fond noir en contre-plongée et un plan de marionnette. Afin de fluidifier la transition, un plan montrant un éclair est inséré. La scène suivante où Kirk et Spock se sauvent de la planète est tournée en partie sur fond bleu en réinsérant des plans de maquettes, le niveau de destruction n'étant pas possible à rendre sur un plateau de cinéma.
ILM se charge de produire les effets de téléportation et de vitesse lumière. Selon Charlie Mullen, il est intéressant de voir que ces effets changent à chaque réalisateur : « tout le monde veut un effet distinct, mais sans s'éloigner de celui de la série télé afin de ne pas énerver les Trekkies ». L'effet est produit en effaçant les acteurs par rotoscopie à partir du milieu, sur lequel a été rajouté un effet de lumière. La téléportation des Klingons est colorée en rouge pour la différencier de la couleur bleu clair de la Fédération. Pour le passage en vitesse lumière, l'effet est rendu en floutant des plans de maquettes sous différentes couches de lumière. Il est finalisé en dernier, les premiers rendus n'ayant pas été jugés satisfaisants.

### Musique
Bandes originales de Star Trek
Star Trek II : La Colère de Khan
(1982) Star Trek IV : Retour sur Terre
(1986)
James Horner compose la musique du film, après avoir œuvré sur Star Trek 2 : La Colère de Khan. Le réalisateur Leonard Nimoy voulait initialement engager son ami Leonard Rosenman mais Harve Bennett préfère assurer la continuité avec le film précédent. Leonard Rosenman se chargera finalement de la musique de Star Trek 4 : Retour sur Terre.
James Horner modifie le thème de Spock et celui de Genesis qu'il avait composé pour le précédent film afin de refléter leurs changements et ajouter une nouvelle dimension au personnage de Spock. Le morceau The Search for Spock fut composé afin de refléter le mysticisme dans la culture vulcaine. Lors des discussions avec Bennett et Nimoy, James Horner opte pour créer des morceaux plus romantiques et plus sensibles afin de contraster avec ceux plus tonitruants.
Parmi les nouveaux thèmes, Horner écrit un thème pour les Klingons qui se veut « percussif et atone ». James Horner adapte ici la musique du ballet Roméo et Juliette de Sergueï Prokofiev lors du moment de destruction de l'Enterprise, tandis que le thème de la résurrection de Spock reprend un thème qu'il avait composé pour le film Brainstorm.
L'album de bande originale sort en disque vinyle chez Capitol Records en 1984. Cet album durant 43 minutes, contient une chanson de 12 minutes intitulée The Search for Spock et interprétée par le Group 87, un groupe formée du compositeur Mark Isham et Terry Bozzio le batteur du groupe Missing Persons. Elle ressortira en compact disc en 1989 chez GNP Crescendo Records et le 1er juin 2010 dans un format double CD. Cette version inclut les pistes originelles ainsi que des versions de travail ou des musiques alternatives. Cette bande originale sera la contribution finale de James Horner à la saga Star Trek.
Liste des titres
1. Prologue and Main Title - 6:27
2. Klingons - 5:55
3. Stealing the Enterprise - 8:33
4. The Mind Meld - 2:30
5. Bird of Prey Decloaks - 3:37
6. Returning to Vulcan - 4:49
7. The Katra Ritual - 4:29
8. End Title - 6:12
9. The Search for Spock - 3:43

## Accueil

### Sortie
Le film est sorti aux États-Unis le 1er juin 1984 dans plus de 1996 salles. La même semaine que des blockbusters comme Indiana Jones et le Temple maudit, Gremlins, Ghostbusters et Top secret !. À la recherche de Spock génère plus de 16 millions de dollars le week-end de sa sortie, mais les recettes chutent ensuite de 42% la semaine suivante. Ce film ainsi que Indiana Jones permet à la Paramount de dominer le marché des films cet été là. Le film génère 76.5 millions de dollars de recette en Amérique du Nord pour 87 millions de recette à travers le monde. C'est le 7e de la saga sur 12 en termes de recettes en Amérique du Nord.
| Pays / Région | Box-office         | Nombre de semaines | Classement TLT | Source          |
| Paris         | 33 300 entrées     | -                  | -              | JP box-office   |
| France        | 108 669 entrées    | -                  | -              | JP box-office   |
| États-Unis    | 76 471 046 dollars | 8                  | -              | Box Office Mojo |
| Mondial       | 87 071 046 dollars |                    | -              | JP box-office   |

À sa sortie, le film bénéficie d'une campagne de promotion moins appuyée que les films précédents. Les seuls objets dérivés sont un calendrier et des verres dédiés dans les restaurants Taco Bell.
Une novélisation du film atteint la seconde place des best-sellers du The New York Times. Le film est projeté au Président Ronald Reagan lors d'un week-end en dehors de la Maison-Blanche en 1984, en compagnie de son chef de protocole Mike Deaver et du sénateur Paul Laxalt. Ronald Reagan écrit dans son journal que le film « n'était pas terrible ».

### Critiques
Le film rencontre un accueil critique assez favorable lors de sa sortie. Richard Schickel du Time vante celui-ci en disant que c'est "peut-être le premier space opera qui mérite ce terme dans le sens grandiose du terme". Janet Maslin du The New York Times et de Newsweek écrit qu'alors que si le film aurait pu être plombé par le côté vieillissant de ses acteurs et de ses clichés de télévision, il est grandit par son dévouement,. Selon le célèbre critique Roger Ebert, le film est "bon mais pas extraordinaire" et offre un bon compromis entre le côté effet spécial de Star Trek, le film et le côté dramatique de La Colère de Khan. USA Today de son côté trouve que le film est le meilleur des trois et qu'il est le plus proche de l'esprit de la série télévisée tandis que Susan Ferrier Mackay du The Globe and Mail qualifie le film de "ba-a-a-d" ("mauvais").
Lors de la rétrospective des films de la franchise en 2010, Jill Sherwin suggéra que l'Enterprise, vaisseau vieillissant était une parfaite métaphore pour le vieillissement de la franchise. Sur Metacritic le film est noté 56/100 sur une moyenne de 17 critiques  et sur Rotten Tomatoes le film a une moyenne de 79% sur une moyenne de 48 critiques.
Les critiques apprécient la réalisation de Leonard Nimoy et la façon dont il a réussi à retranscrire ce qui faisait l'essence de la série télé. Ainsi, Newsweek trouve que c'est un plus d'avoir un réalisateur qui connaît très bien les acteurs qu'il dirige et a apprécié la façon dont le film est aussi basé sur des moments de réflexion plus que sur l'action. Toutefois, pour Rita Kempley du The Washington Post la réalisation de Nimoy est trop proche d'une réalisation télé pour être grandiose, un sentiment partagé par le critique Gary Arnold.
Pour Richard Schickel, le film possède trop d'intrigues et part parfois dans tous les sens et David Sterrit reproche au script de prendre des décisions arbitraires, comme le fait que toute l'intrigue autour du Grissom qui est censé chasser l'Enterprise n'est jamais résolue. Pour Gary Arnold, c'est l'absence de répercussion de la mort de David sur le capitaine Kirk qui est problématique, alors que le film précédent établissait que c'était son fils. Harry M. Geduld du journal The Humanist critique le film sur ses non sens, comme le fait que Scott réussisse à saboter l'Excelsior rapidement et la régénération de Spock.
Un aspect positif retenu par les critiques et le fait que le film prenne au sérieux l'amitié qui lie les protagonistes. Janet Maslin du New York Times explique que la force du film réside dans le fait que l'on connaisse les personnages depuis la série télévisée. Pour le Los Angeles Times l'humanité dégagée par le film est ce qui lui permet de rester debout. La performance de Christopher Lloyd en Kruge fut soulignée par David Denby du magazine New York et par Hunter Reigler du Daily News,.
Les effets spéciaux ont divisé les critiques. Richard Schickel les trouve « techniquement adroits » et Roger Ebert trouve que l'Oiseau de Proie est un vaisseau qui est visuellement beau. Toutefois Sterrit trouve que les décors en studio font assez faux et David Denby estime que plus de choses auraient dû être faites avec Genesis et que les effets spéciaux sont assez bancals. Toutefois pour Rita Kempley ces reproductions d'environnement en studio rappelle les origines de la série télévisé.
En 2018, le magazine Popular Mechanics place la scène où l'Enterprise NCC-1701 est détruite comme la 32ème plus grande scène des films et séries télés de science fiction.

### Rééditions
À la recherche de Spock est sorti en février 1985 en VHS, Betamax, LaserDisc et Capacitance Electronic Disc. En 1986 le film sort dans le format Video 8 de Sony. Le film est sorti dans une édition DVD simple le 11 mai 2000. Deux ans plus tard, une édition Collector sort avec un commentaire par Michael Okuda et des commentaires audios par Leonard Nimoy, Harve Bennett, Charles Correll et Robin Curtis.
Le film est sorti en format Blu-ray en mai 2009 afin de coïncider avec la sortie du film Star Trek sorti la même année, ainsi que les cinq autres films faisant figurer l'équipage original. À la recherche de Spock fut remasterisé en 1080p haute définition avec un nouveau son 7.1 Dolby TrueHD. Le Blu-ray contient les commentaires par les scénaristes Ronald D. Moore et Michael Taylor,.
En France, le film est disponible sur Amazon Prime, Google Play et YouTube Red. En août 2013, le film fut momentanément supprimé de Netflix aux États-Unis car les sous-titres des Klingons et des Vulcains étaient mal traduits.

## Distinctions

### Récompense
- Saturn Awards 2010 : meilleure collection DVD pour Star Trek Source : Internet Movie Database[64]

### Nominations
- Saturn Awards 1985 : meilleur film de science-fiction, Saturn Award du meilleur acteur pour William Shatner, meilleurs costumes : Robert Fletcher, meilleure réalisation pour Leonard Nimoy, meilleurs effets spéciaux pour Ralph Winter, meilleure actrice dans un second rôle pour Judith Anderson
- Hugo Award 1985 : meilleur film dramatique

## Thèmes
Selon Nimoy, le principal thème du film est l'amitié : « Jusqu'où doit aller quelqu'un pour aider un ami ? A quel point l'amitié peut-elle être profonde et quels sacrifices les gens peuvent endurer par amitié ? ». Le film aborde aussi la question du corps et de l'esprit, le corps de Spock étant sauvage tant qu'il n'a pas retrouvé ses souvenirs.
Selon le professeur Ross S. Kraemer de l'université Brown, le film présente des thèmes chrétiens évidents comme le sacrifice, la mort et la résurrection. Selon Larry J. Kreitzer, le film précédent donnait à Spock une mort christique et À la recherche de Spock montre une résurrection proche de celle de Pâques. Ainsi, la scène où David et Saavik découvrent le cercueil de Spock vide est à mettre en parallèle avec les apôtres dans l'Évangile selon Luc découvrant le tombeau du Christ désert. La résurrection de Spock montre que la croyance des vulcains dans le katra est réelle. Le critique Jeffery A. Smith classe le film avec d'autres films hollywoodiens où la mort n'est pas définitive comme Ghost, Rendez-vous au paradis, Au-delà de nos rêves ou Rencontre avec Joe Black.
Il existe une autre thématique autour de l'expérimentation Genesis où l'expérience permettant de donner la vie sur une planète est vue comme une arme de domination par les Klingons.